# Фишер, Роджер
Роджер Фи́шер (англ. Roger Fisher; 14 февраля 1950, Сиэтл) — американский гитарист, прежде всего известный как один из основателей сиэтлской/ванкуверской рок-группы Heart, в которой играл с 1973 года по 1979. До этого он играл с 1967 года в группе The Army, с будущими участниками Heart — братом Майклом и Стивом Фоссеном.

## Карьера
Группа Heart была основана в 1967 году в Сиэтле под названием The Army. Её основателями являлись басист Стив Фоссен и братья Фишер — Роджер (гитара, мандолина) и Майк (гитара, барабаны). Майк позже стал менеджером, продюсером и звукооператором группы. Название The Army не прижилось и группа сменила его сначала на Hocus Pocus, потом White Heart, а затем и вовсе сократила его до Heart. В 1973 году к Heart присоединилась вокалистка Энн Уилсон, а в 1974 году её сестра Нэнси. Вскоре группа переезжает в Ванкувер, а между Роджером и Нэнси завязываются романтические отношения. Майк начинает встречаться с Энн.
В 1975 году на небольшом канадском лейбле Mushroom Records выходит дебютный альбом Dreamboat Annie. Песня «Magic Man» получила высокую ротацию на радио CJFM — FM 96 в Монреале. Это событие помогло группе выбраться из постоянных концертов по маленьким клубам и выступить открывающим актом на монреальском концерте Рода Стюарта.. За несколько месяцев продажи альбома перевалили отметку в 30 тысяч копий и было решено издать его в США. Релиз в США состоялся 14 февраля 1976 года, в День святого Валентина и день рождения Роджера. В ноябре 1976 года альбому был присвоен статус «платинового», разойдясь тиражом более миллиона копий в США.
В 1977 году на лейбле Portrait Records выходит второй альбом Little Queen, ставший трижды платиновый. Песня «Barracuda» попала в топ-20 чарта Billboard Hot 100, где заняла 11 строчку. Сейчас «Barracuda» является самой известной песней группы и часто проигрывается на радиостанциях классического рока.
В том же году бывший лейбл группы Mushroom Records самовольно выпускает альбом Magazine, состоящий из записей группы, сделанных в период 1975—1976 годов. Группе такое решение не понравилось и они решили перезаписать альбом, выпустив его в 1978 году. В конечном счёте, альбом стал платиновым.
В октябре 1978 года выходит альбом Dog and Butterfly, который достиг 17 места в чарте Billboard Hot 100, где провёл 36 недель, а также стал дважды платиновым.
После тура в поддержку альбома роман обеих пар подошёл к концу. Осенью 1979 года Роджер покидает группу.
В 1989 году он присоединяется к хард-рок/AOR группе Alias, базирующейся в Торонто. В состав Alias, помимо Фишера, входили вокалист Фред Кёрси и гитарист Стив ДеМарчи из канадской AOR-группы Sheriff, а также бывшие участники Heart — барабанщик Майк Дерозьер и один из основателей, басист Стив Фоссен. В 1990 году на лейбле Capitol Records выходит их первый одноимённый альбом, ставший золотым в США и платиновым в Канаде. Наивысшим достижением Alias стала пауэр-баллада «More Than Words Can Say», занявшая 1 место в канадском чарте и 2 место в США. В 2005 году эта песня была использована в рекламе сэндвичей Subway а в 2011 году в рекламе жевательной резинки Trident Layers.
Для раскрутки альбома группа отправилась в годичный тур в качестве разогревающей группы перед REO Speedwagon. Однако, во время тура все трое бывших участников Heart покинули группу, сославшись на музыкальные разногласия. А в 1991 году группа распалась.
Параллельно работе в Alias, в 1990 году Фишер выпускает первый сольный альбом Standing, Looking Up.
Фишер продолжил музыкальную карьеру, сотрудничая со многими музыкантами Северо-Запада США, включая сессионного/турового перкуссиониста Мэтью Бёрджесса.
В 1999 году Фишер создал благотворительный фонд The Human Tribe Foundation, который переводит вырученные деньги организациям, охраняющим окружающую среду. Часть денег, вырученных от продажи своей продукции, Фишер до сих пор переводит в The Human Tribe.
В 2000 году Фишер выпускает альбом Evolution, являющийся частью бокс-сета One Vision, состоящего из четырёх книг и четырёх альбомов. В CD-издание альбома входит 32-страничный буклет, содержащий фотографии и тексты песен.
В 2003 году он участвует во фри-джаз проекте, названном Acoustic Reign Project и выпустившим всего один одноимённый альбом.
В 2005 году Фишер вновь объединяется со своим бывшим коллегой по Heart Майком Дерозьером в группу Clever Bastards, в которую также вошли гитарист Rail Рик Ноттс, басист Линн Соренсен, игравший у Пола Роджерса, и Майк Карли, ставший вокалистом и автором всех текстов. В том же году вышел дебютный альбом The Great Unconformity. Альбом получил ротацию на радиостанция Северо-Запада США, а группа отыграла ряд концертов на разогреве REO Speedwagon, Styx и Foreigner.
В 2007 году, вместе со своей семьёй Фишер переехал из округа Вашингтон в Прагу. Однако, в сентябре 2008 года он вернулся в США и некоторое время проживал в Линнвуде, округ Вашингтон.
На данный момент, у Фишера пять детей: сыновья Роджер, Эван и Дилан (названный в честь Боба Дилана), и две дочери Микаэла и Лили.

## Интересные факты
- Во время пребывания в Heart, у Фишера была специально сделанная для него модификация гитары Gibson EDS-1275[11]

## Дискография
Heart
- Dreamboat Annie (1976)
- Little Queen (1977)
- Magazine (1978)
- Dog and Butterfly (1978)
- Greatest Hits Live (1980)
- These Dreams: Greatest Hits (1997)
- Greatest Hits (1998)
- The Essential Heart (2002)
- Love Alive (2005)

Alias
- Alias (1990)

Acoustic Reign Project
- Acoustic Reign Project (2003)

Clever Bastards
- The Great Unconformity (2005)

Сольные альбомы
- Standing, Looking Up (1990)
- Evolution (2000)
- DumbitDown (2007)